# زریر (پسر یزدگرد دوم)
زریر شاهزاده‌ای ساسانی بود که در سال ۴۸۵ میلادی شورشی را در شمال ایران به راه انداخت. بر طبق تاریخدان ارمنی، غازار پارتسی که تنها منبع راجع به زندگی زریر است، زریر پسر یزدگرد دوم بوده است. او چندین برادر داشته است که بلاش، هرمز سوم و پیروز یکم نام داشته‌اند. پس از مرگ پیروز یکم (که جانشین پدرش بود)، اشراف و مذهبیون بلاش را به عنوان جانشین او انتخاب کردند. زریر که با این انتخاب خرسند نبود، شورش کرد. بلاش در نتیجه مجبور به صلح با دشمنش واهان مامیکونیان شد و به او لشگری داد تا شورش زریر را سرکوب کند. کمی بعد زریر شکست خورد و به کوهستان‌ها گریخت، اما بزودی دستگیر شد و کشته شد.